# Linköping Jazz Orchestra
Linköping Jazz Orchestra, LJO, är ett amatörstorband i Linköping som har funnits sen 1991. Bandet leds av Magnus Ericsson och har skaffat sig en egen profil genom att spela mycket eget material och genom gränsöverskridande musikaliska möten. LJO har bland annat spelat med den Uppländska folkmusikgruppen Fatang och hiphop-gruppen Ship of Fools.